# イグジーザス
『イグジーザス』 (Exzisus) は1987年、タイトーからアーケード向けにリリースされた横スクロールシューティングゲームである。
ハーフミラーを用いて2画面を合成する専用筐体バージョンと、後から発売され普通の筐体で稼動できる1画面バージョンがあり、内容には違いがある。以下は主に1画面バージョンに関する記述。

## ゲームのルール
8方向レバー、2ボタン（ショット、オプション）でコスモファイターロビンを操作する。ショットボタンではショットとミサイルを発射し、オプション装備時にはオプションボタンで前方に射出できる。
各ステージ最後に出現するボスを倒すか一定時間逃げ切れればステージクリア。
ステージ中盤では隕石、触手などの障害物が行く手を阻む。
全4ステージ構成となっており、4面をクリアするとエンディングとなるがスタッフロールなどはなく、そのまま1面に戻って2周目が始まる。
ループゲームだが、4面後半と2周目以降は敵の攻撃が激しい上、コンティニューが出来ない。
人間形態のときに敵弾、敵、障害物、アイテムの入ったカプセル等に当たると1ミスとなり、戻り復活する。戦闘機形態でミスした場合は人間形態に戻る。なお戦闘機形態では地面への接触でも人間形態に戻る。

## アイテム
カプセルを破壊するとパワーアップアイテムが出現する。
- レーザー（赤のL）

ブラスターがレーザーに変化する。4段階まで。
- ディスラプション（緑のD）

ブラスターが3WAYガンに変化する。4段階まで。
- ミサイル（黄のM）

ミサイルが変化。3段階まで変化。
- デストラクション（紫のD）

画面上の敵を全滅させることができる。
- フルオート連射（黄のF）

フルオート連射になる。
- オプション（白のO）

1つ取ると鳥が現れ、もう1つ取ると狼が現れて自機の上下の定位置に付き、自機とともにショットを発射する。オプションボタンで前方に射出できるがあまり役に立たない。
- 戦闘機モード（青のA）

人間形態のときに取ると戦闘機に変化する。

## ステージのボス
- ゴールドモアイ

胸を先に破壊すると分難して攻撃してくるが、顔を先に破壊すると分難しない。
- ホワイトイエティ

こちらのボスも先に目を破壊すると良いのだが、胸を破壊すると分難して攻撃してくる。
- レッドスコーピオン

メカ触手は非常に硬い。尻尾の先端からも攻撃してくる。
- バイオレットサラマンダ

コブラのような形をしている。現れた瞬間、リングレーザーが攻撃して来るので、中央で回避。
- なお、全ステージを1周するとボスの攻撃と耐久力が上がり、難度も上昇する。

## 音楽
スタッフロールがないため作曲者は不明。音源にはタイトーでは比較的採用例の少ないヤマハYM2151を使用している（他にはレインボーアイランド、ラスタンサーガ等）。
※タイトーはYM2203、YM2610などOPN系のFM音源を使ったゲームが多い

## 専用筐体バージョンについて
専用筐体は基本的に『ワイバーンF-0』と同様のものだが『ワイバーンF-0』は縦画面、本作は横画面である。遠景の上にハーフミラーで合成された近景やキャラクターが重なり、独特の立体感が演出されている。
基板からはRGB信号（R,G,B,SYNC,GND）が単純に2系統出力されているが、2系統のR,G,Bを混ぜてしまえばとりあえず1画面環境で動かすことは可能（コントラストが落ちた感じの映像になる）。

### 1画面バージョンとのゲーム内容の違い
- 2つ目のボタンがミサイル発射になっておりオプション射出操作がない
- ミサイルが上や下（パワーアップ状態によって異なる）に発射された後、回り込んで遠景に着弾する
- 遠景から出現して自機と同じ面に回りこんでくる敵がおり、遠くにいるうちはミサイルで破壊できる
- オプションが被弾により消滅する

## その他
- 最終ボスであるバイオレットサラマンダが広範囲に発射するリングレーザーが沙羅曼蛇でオプションを4つ装着した状態でのリップルレーザーに酷似している（色や発射角度などの違いはあるが）。

## 移植作品
- PlayStation 2版 - 2007年1月25日発売のタイトーメモリーズII 上巻に収録。移植されたのは1画面バージョンの方である。